# Deutscher Außenwirtschaftspreis
Der Deutsche Außenwirtschaftspreis wird seit 1999 alle zwei Jahre gemeinsam vom Bundeswirtschaftsministerium, dem Bundesverband des deutschen Groß- und Außenhandels, dem Deutschen Industrie- und Handelskammertag, der Stadt Bremen und der Handelskammer Bremen vergeben.

## Hintergrund
Mit dem Deutschen Außenwirtschaftspreis sollen mittelständische Unternehmen aus Deutschland ausgezeichnet werden, die sich durch Innovation auf internationalen Märkten beschäftigungswirksam auszeichnen.
Der Preis wird alle zwei Jahre auf dem Außenwirtschaftstag im Bremer Rathaus vergeben.

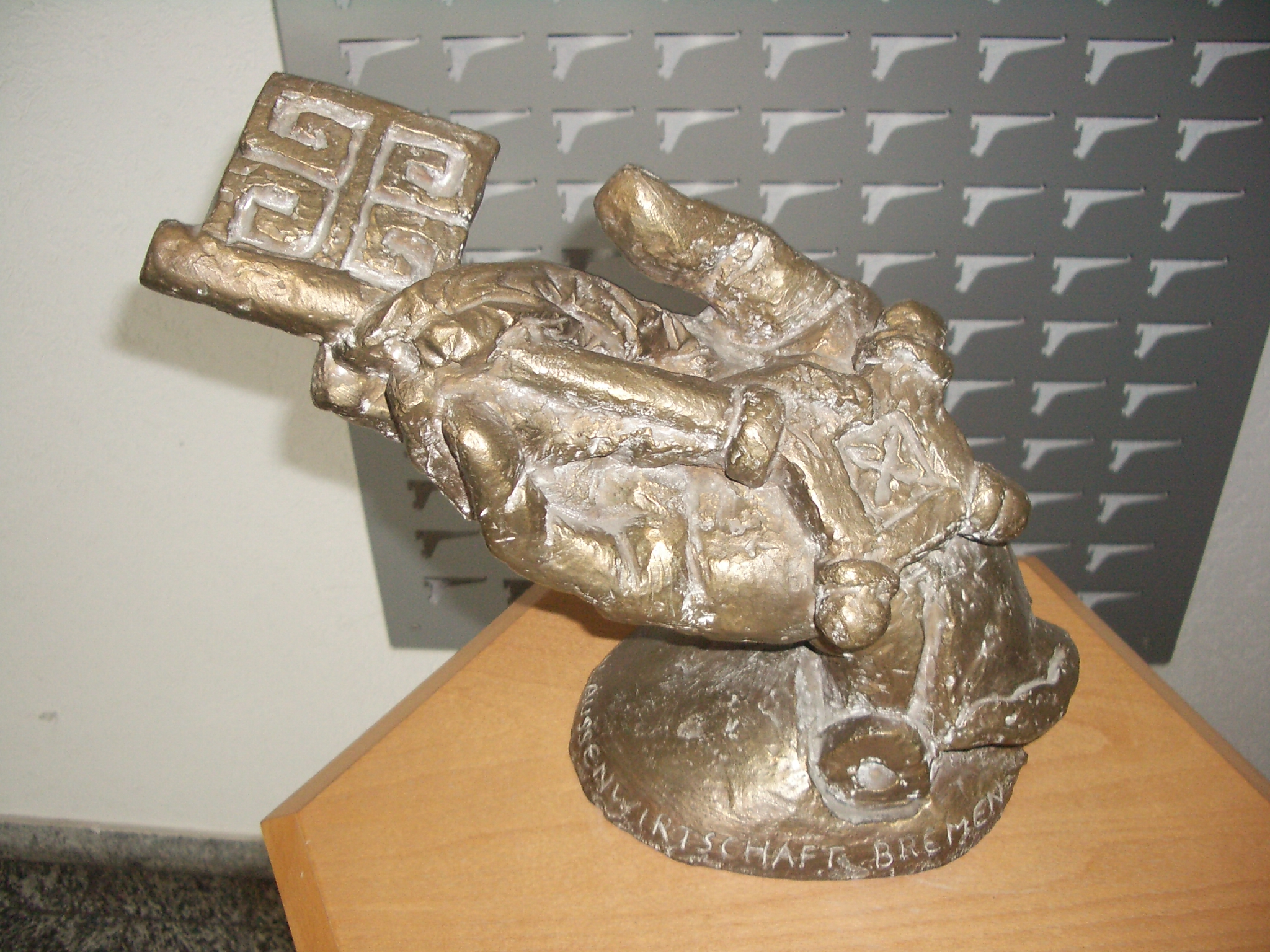
Außenwirtschaftspreis

Der Sieger erhält eine Bronze-Skulptur in Form einer Hand, die einen Schlüssel hält, sowie eine Urkunde. Die Zweit- und Drittplatzierten erhalten eine Urkunde.
Die Jury setzt sich zusammen aus:
- Präsident des Zentralverbands des Deutschen Handwerks
- Präsident des Bundesverbands des Deutschen Exporthandels
- Präsident des Bundesverbands des Deutschen Groß- und Außenhandels
- Präses der Handelskammer Bremen
- Präsident des Bundesverbands der Deutschen Industrie
- Präsident des Deutschen Industrie- und Handelskammertags

## Preisträger
- 1999: Digisound-Electronic GmbH, Norderstedt
- 2001: C.H. Erbslöh, Krefeld
- 2003: Rudolf Bohnacker Systeme GmbH, Rottenacker
- 2005: LINCAS Export Services GmbH, Hamburg
- 2007: Waldkircher Orgelbau Jäger & Brommer, Waldkirch
- 2009: 
  - 1. Preis Paravan GmbH, Pfronstetten
  - 2. Preis Schwank GmbH, Köln
- 2011: 
  - 1. Preis:   Alfred Kiess GmbH, Stuttgart
  - 2. Preis:   Ter Hell & CO. GmbH, Hamburg
  - 3. Preis:   Luthardt GmbH, Berlin
- 2013:
  - 1. Preis:   Dermalog Identifications Systems GmbH, Hamburg
  - 2. Preis:   Zorn Instruments e.K., Stendal
  - 3. Preis:   Maierhofer GmbH & Co. KG, Neuötting
- 2016:
  - 1. Preis:   Cofermin-Gruppe, Essen[1]
  - 2. Preis:   Mangelberger Elektrotechnik GmbH, Roth
  - 3. Preis:   Jüke Systemtechnik GmbH, Altenberge
- 2018
  - 1. Preis: Kristallturm, Lenggries
  - 2. Preis: Weltec Biopower, Vechta
  - 3. Preis: Krückemeyer, Wilnsdorf